# NEO(N)POP
『NEO(N)POP』（ネオンポップ）は、2025年4月6日からFM802で放送されているラジオ番組。

## 概要
2025年4月期改編で始まった番組。音楽をはじめ、ファッションやフード、アートなど、明日誰かに話したくなるといったポップな情報を紹介する。

## DJ
当番組ではDJを「店長」と称する。
- 豊田穂乃花 - 当日日曜未明（土曜深夜）に放送の『802 Palette』を兼務。

代演
- ハタノユウスケ（2025年7月6日[注 1]）

## 放送時間
- 日曜日 19:00 - 21:00
  - 2025年6月1日は開局記念特別番組『FM802 36th FUNKY BIRTHDAY -Hello Future!!- Special Program「Challenge☆Night」』（19:00 - 22:00）放送のため、当番組は休止した（豊田とハタノが同番組DJを担当）[6]。
  - 2025年7月20日は『FM802 SPECIAL PROGRAM「OSAKA MUSIC LOVER-LIVE TO THE WORLD- supported by アサヒスーパードライ WITH MASSIVE BEATS OSAKA」』（20:00 - 22:00）[7]放送のため、当番組は19:00 - 20:00に短縮した上で放送した。

## 主なコーナー
平成なう
平成時代に流行ったものをピックアップする。
Dig Up
TikTokで話題になった1曲をフルで流す。
ちょっと聞いて欲しい話・恋バナ
FM802ホームページのリクエスト&メッセージ、またはXでのハッシュタグ「#ねおぽ」を付けたポストで募集する。